# Мария Тороманова-Хмелик
Мария Николова Тороманова-Хмелик е българска драматична актриса.

## Биография
Родена е в Пловдив през 1876 г. Завършва гимназиално образование в Пловдив. Дъщеря е на учителката Ана Колйо Минин, учителствала в Копривщица и починала в Самоков през 1926 г. От 1894 до 1901 г. учителства, като участва в любителски театрални представления.
През 1902 г. дебютира в трупата „Сълза и смях“. В периодите 1904-1910, 1911-1923 и 1925-1928 г. играе на сцената на Народния театър. През 1910-1911 г. е актриса в „Нов народен театър“, а от 1918 до 1925 г. - в драматичния отдел на „Свободен театър“.
При посещение в Прага през 1912 г. се запознава с чешкото театрално изкуство. Почива в София на 13 май 1929 г.

## Роли
Мария Тороманова-Хмелик играе множество роли, по-значимите от които са:
- Малама – във „Вампир“ на Антон Страшимиров
- Ребека – в „Добре скроеният фрак“ на Габриел Дрегели
- Гертруда – в „Хамлет“ на Уилям Шекспир[1]

## Филмография
Освен в театъра, актрисата играе и в 2 български филма:
- Леля Кера – „Любовта е лудост“, реж. Васил Гендов (1917 г.)
- Баба Транка – „Под старото небе“, реж. Николай Ларин (1922 г.)